# Tobelbach (Reppisch, Dietikon)
Der Tobelbach ist ein 1,4 bis 1,8 Kilometer langer rechter Zufluss der Reppisch in der Gemeinde Dietikon im Kanton Zürich. Er ist nach dem Stoffelbach der wichtigste Abfluss des Waldgebietes Honeret auf Dietiker Seite, in dem er ausschliesslich verläuft, und gehört neben diesem und dem Aegertenbach zu den drei Bächen dieses Waldgebietes, welche in die Reppisch münden. Er ist nicht zu verwechseln mit dem Tobelbach, welcher bei Birmensdorf in die Reppisch mündet.
Der Bach führt in den Sommermonaten so gut wie kein Wasser und das gesamte Bachbett scheint ausgetrocknet. Er verläuft bis auf zwei kurze Abschnitte, in denen er eingedolt ist, naturnah. Vom Bundesamt für Umwelt wird der Tobelbach als Steiles, kleines Fliessgewässer des kollinen, karbonatischen Mittellands typisiert.
Früher war der Bach noch namenlos und der benachbarte Stoffelbach wurde Tobelbach genannt. Namensgebend ist wahrscheinlich der letzte Abschnitt des Baches, welcher in einem Tobel verläuft.

## Geographie

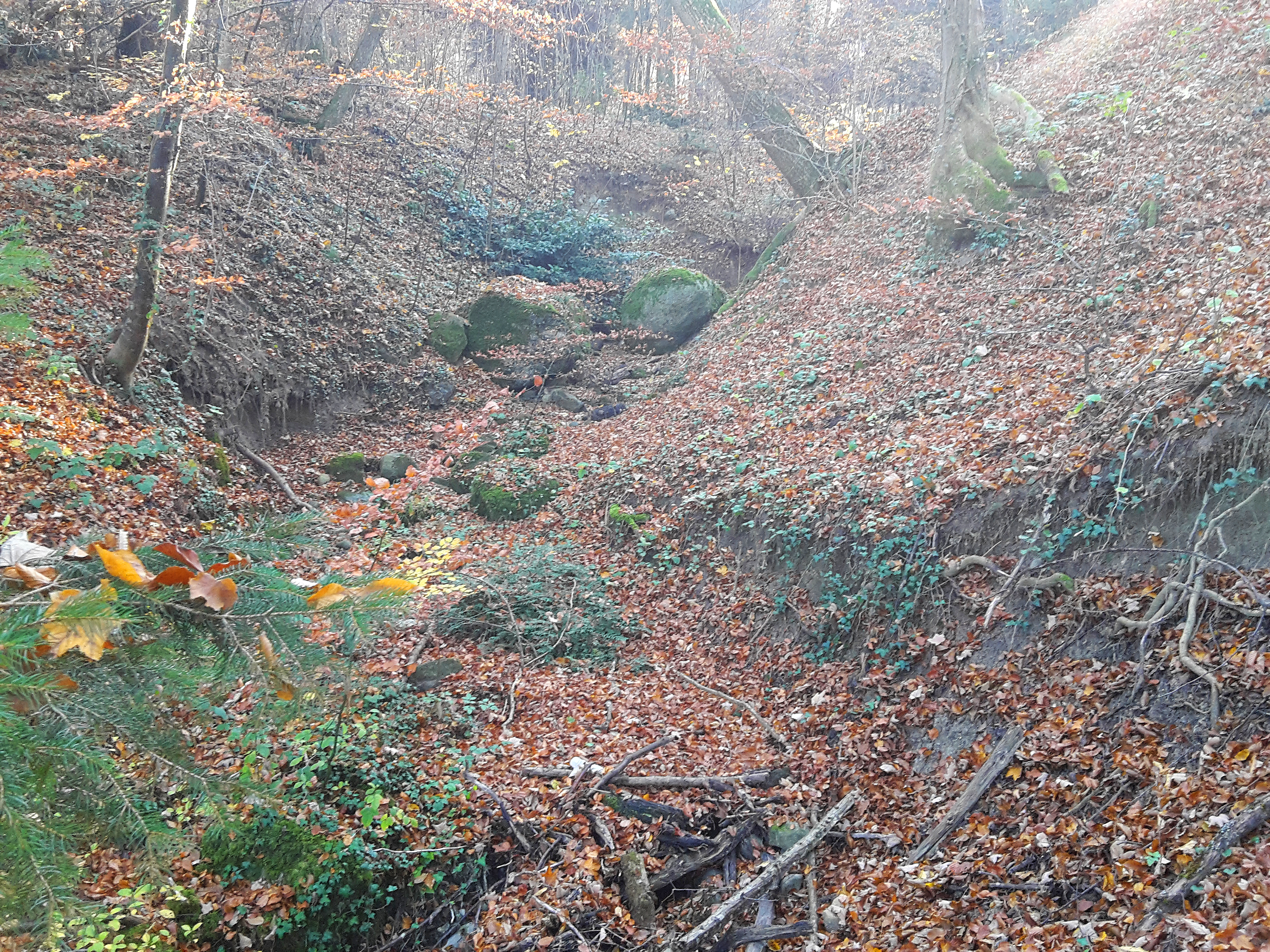
Blick ins Tobel des Tobelbaches kurz vor der Mündung

### Verlauf
Die Quelle des Tobelbachs ist nicht klar ersichtlich. Der längste Graben oberhalb der auf Karten eingezeichneten Quelle entspringt auf etwa 515 m ü. M. am Nordhang des Honeret unterhalb des Honeretsrains in der Flur Obem Züriweg (Über dem Zürichweg) wenig westlich der Gemeindegrenze zu Urdorf. Dieser fliesst anfangs leicht nach Nordwesten und unterquert dabei den Züri-Weg, ehe er sich in zwei Gräben teilt. Diese wenden sich in der Flur Unter Züriweg nach Westen und passieren dabei die Gräben des Stoffelbaches. Kurz danach vereinigen sie sich an der Höhlistrasse wieder, wo auf 495 m ü. M. die eigentliche Quelle eingezeichnet ist.
Er fliesst nun kurz nach Südwesten und umfliesst dabei den Südhang einer leichten Anhöhe im Gebiet bei den roten Kirschbäumen, ehe er sich erneut nach Nordwesten wendet und die Anhöhe im Westen passiert. Dabei unterquert er den Grad-Weg zweimal. Kurz vor dem Reppischhalden genannten Abhang ins Reppischtal vollzieht er einen Bogen und fliesst nun nach Norden bis Nordosten. Ab hier, in der Flur Höhli, folgt ihm linksseitig die Tobelbachstrasse und erreicht nach 550 Meter langem Bachlauf die Lorenzhütte.
Der Tobelbach unterquert die Kreuzplatzstrasse und wird beidseitig von sanften Anhöhen eingefasst. Dies sind im Westen der Osthang des Bäretsrains mit einer Höhe von bis zu 479 m ü. M., im Osten sind es zwei kleine Erhebungen mit einer maximalen Höhe von 496 m ü. M. Er unterquert die Höhlestrasse und einen kleinen Pfad, bevor er auf die Bernstrasse und auf die Gleise der Bremgarten-Dietikon-Bahn trifft. Diese unterquert er ebenfalls und bildet nun ein kleines Tobel. Dabei wird er von der Eichelwaldstrasse sowie einem Wanderweg gekreuzt. Er mündet schliesslich auf 409 m ü. M. zwischen der Mündung des Aegertenbachs flussaufwärts und der des Stoffelbachs flussabwärts in die Reppisch.

## Geologie

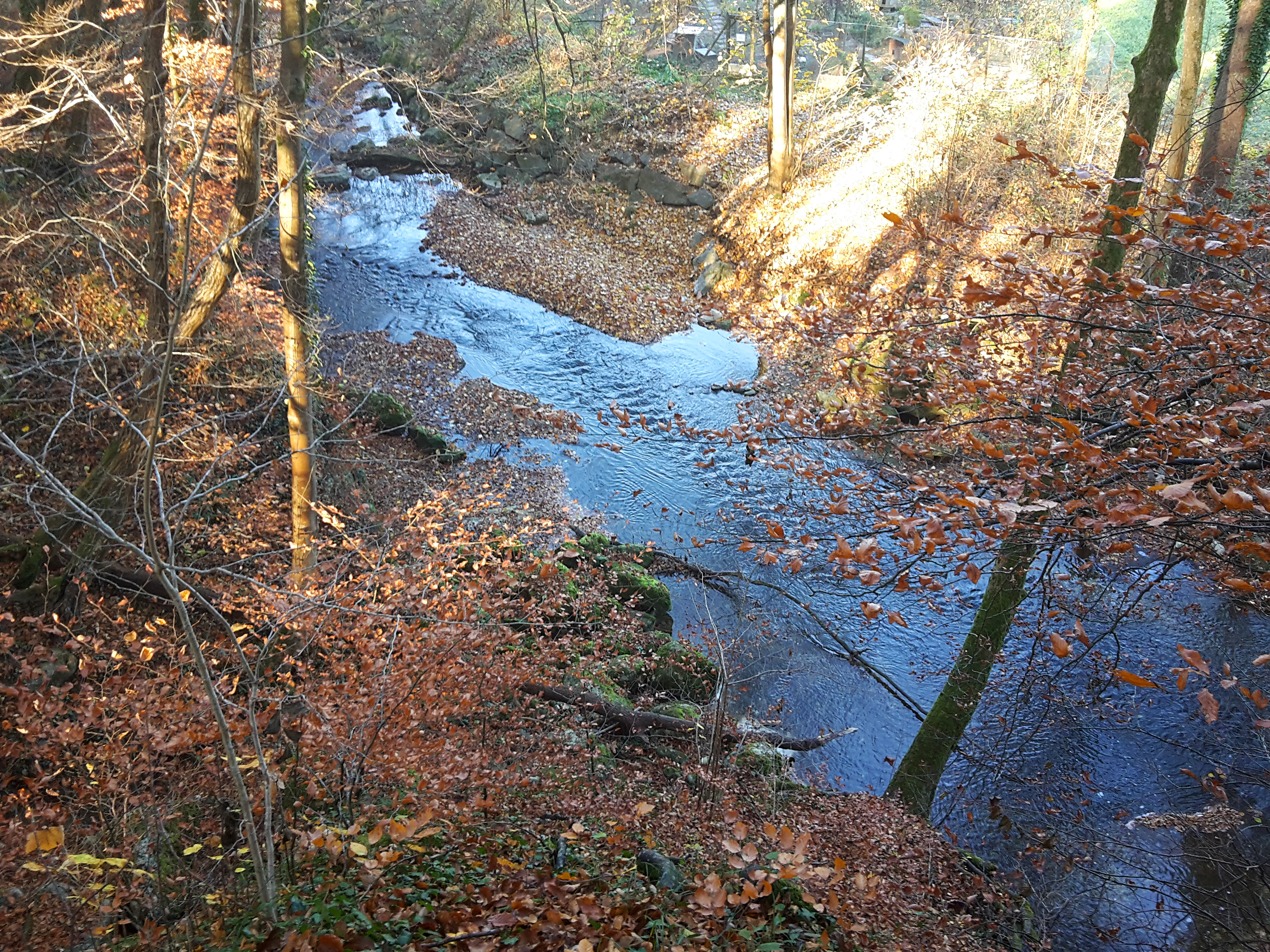
Mündung des Tobelbachs (linke Bildmitte) in die Reppisch

Der Bach hat sich fast ausschliesslich in quartäres Würm-Moränensediment bestehend aus Ton, Silt und Sand eingegraben, nur an der Mündung findet man im Tortonium entstandene Obere Süßwassermolasse.

## Flora
Der Tobelbach durchfliesst meistens Waldmeister-Buchenwald, meist mit Lungenkraut und Wald-Ziest. An seinem Oberlauf kommt auch der Aronstab-Buchenwald vor, während sein Unterlauf nach der Bernstrasse von Ahorn-Eschenwald mit Bärlauch geprägt ist. An der Mündung findet sich auch Lungenkraut-Buchenwald mit Immenblatt und Liguster.